# Yeralash
Yeralash (tiếng Nga: Ералаш) là một chương trình hài hước dành cho trẻ em của truyền hình Liên Xô, nay được kế thừa bởi Liên bang Nga. Nhan đề chương trình là ý tưởng của giám đốc nghệ thuật Boris Iuryevich Grachevsky. Đây là một từ được vay mượn từ ngôn ngữ Turkic, có nghĩa là mớ lộn xộn.

## Lịch sử
Sau gần 40 năm trôi qua kể từ số đầu tiên ra mắt vào năm 1974, với gần 250 số ra mắt khán giả, sứ mệnh của Eralash với ý tưởng của Boris Grachevsky, có thể nói là đã thành công.
Khác với các tập phim hài khác của Liên Xô cũ và Nga, như "Hãy chờ đấy!" (Ну, погоди!) chẳng hạn, Eralash có tính quần chúng và phổ cập hơn - tác giả của nhiều cốt truyện và kịch bản phim Eralash là những người bình thường, trong đó có cả học sinh. Ngoài một số nghệ sĩ hài nổi tiếng như Yu. Nikulin, G. Khazanov, đa số các vai diễn trong Eralash do những học sinh đảm nhiệm. Và nhiều nghệ sĩ, ca sĩ nổi tiếng hiện nay ở Nga đã trưởng thành qua mái trường Eralash.

### Ca khúc chủ đề
Мальчишки и девчонки!

А также их родители!

Веселые истории

Послушать, не хотите ли?
Веселые истории

Экран покажет наш,

Веселые истории

В журнале "Ералаш"!
Các cô các cậu ơi!

Cùng bố mẹ xem chơi!

Ai muốn nghe không chán

chuyện cười nhất thế gian?
Màn hình như muốn hát,

Chuyện vui trong chốc lát 

Sẽ cùng với chúng ta

gỡ mối bòng bong "E-ra-lash"!

## Nhóm sản xuất

### Đạo diễn
- Антон Михалев
- Владимир Панжев
- Валентин Ховенко
- Vladimir Martynov
- Semen Morozov
- Борис Грачевский
- Алла Сурикова
- Pavel Lyubimov
- Карина Кара
- Борис Дуров
- Вениамин Дорман
- Isaac Magiton
- Vladimir Zaykin
- Aleksey Shcheglov
- Геннадий Курлаев
- Фёдор Стуков
- Анджей Петрас
- Артём Бибилюров

### Diễn viên người lớn
- Александр Лыков
- Александр Носик
- Александр Панкратов-Чёрный
- Александр Пашутин
- Александр Резалин
- Александр Семчев
- Александр Соловьёв
- Александр Тютрюмов
- Алексей Кравченко
- Алексей Панин
- Анна Назарьева
- Анна Снаткина
- Анна Терехова
- Борис Грачевский
- Валентина Ананьина
- Валерий Гаркалин
- Виктор Павлов
- Владимир Басов
- Владимир Данилец
- Владимир Носик
- Вячеслав Тихонов
- Галина Польских
- Геннадий Хазанов
- Георгий Тусузов
- Готлиб Ронинсон
- Дмитрий Нагиев
- Дмитрий Харатьян
- Евгений Моргунов
- Елена Захарова
- Ефим Шифрин
- Иван Кокорин
- Игорь Христенко
- Илья Олейников
- Илья Рутберг
- Ирина Лачина
- Ирина Мурзаева
- Клара Новикова
- Лариса Удовиченко
- Лев Дуров
- Леонид Якубович
- Леонид Ярмольник
- Лидия Королёва
- Любовь Полищук
- Любовь Омельченко
- Людмила Аринина
- Максим Галкин
- Марина Дюжева
- Мария Барабанова
- Мария Виноградова
- Михаил Кокшенов
- Михаил Полицеймако
- Михаил Пуговкин
- Наталья Бочкарёва
- Наталья Варлей
- Николай Чиндяйкин
- Николай Фоменко
- Нина Гребешкова
- Олеся Железняк
- Ольга Кабо
- Раиса Рязанова
- Римма Маркова
- Роман Мадянов
- Светлана Крючкова
- Светлана Немоляева
- Семён Фарада
- Сергей Безруков
- Сергей Селин
- Спартак Мишулин
- Станислав Садальский
- Татьяна Догилева
- Татьяна Пельтцер
- Татьяна Лазарева
- Татьяна Кравченко
- Тимур Родригес
- Филипп Киркоров
- Юлия Рутберг
- Юрий Гальцев
- Юрий Думчев
- Юрий Никулин
- Юрий Стоянов
- Юрий Сысоев
- Юрий Чернов

### Diễn viên trẻ em
- Саша Абрамов (2001)
- Саша Евстафьев
- Маша Алексеева
- Егор Алимов
- Мажена Амбражевич
- Никита Бабенко
- Вика Багина
- Виталий Маковский
- Денис Баздырев
- Глеб Бауэр
- Паша Бессонов
- Артём Бибилюров
- Антон Буздалин
- Дима Веркеенко
- Ваня Витер (1992)
- Паша Владимиров (1991)
- Юля Волкова
- Катя Вуличенко
- Влад Вьюжанин (1994)
- Катя Вьюжанина (1996)
- Павел Гайдученко
- Боря Горбунов
- Саша Головин (1989)
- Саша Горчилин (1992)
- Коля Градусов
- Саша Добриков
- Никита Дружин
- Наташа Дунаева
- Маша Дьякова (1991)
- Оля Евтушенко
- Кирилл Емельянов (1991)
- Максим Желтов
- Вера Иванко (1993-2013)
- Маша Иващенко
- Наташа Ионова (Глюкоза)
- Миша Казаков (1988)
- Артём Качугин (1996)
- Рома Керимов (1993)
- Дима Киров
- Кирилл Коганович
- Фаина Колоскова (1996)
- Саша Комлев
- Катрин Краснова
- Оля Кузьмина (1987)
- Серёжа Лазарев (1983)
- Саша Лойе (1983)
- Паша Лысёнок (1997)
- Костя Маевский
- Катя Мамонтова
- Аркаша Маркин
- Дима Мартынов
- Настя Медведик
- Паша Меленчук (1996)
- Серёжа Муравьёв
- Андрей Натоцинский
- Катя Немцева
- Ирина Дикова
- Илья Васильев
- Саша Нижегородцев (1986)
- Серёжа Новосёлов
- Полина Огородникова (1998)
- Вероника Озерова
- Даша Паржизек
- Костя Пожидаев (1995)
- Дима Покровский
- Ксюша Просвирина (1997)
- Егор Прошкин
- Виталик Разин
- Серёжа Разумный (1995)
- Ваня Ролдугин (1990)
- Лиза Романова
- Полина Ртищева
- Маша Рыбакова (1990)
- Владик Савичев
- Тарас Сапрыкин
- Андрей Сафонов
- Аня Сергеева
- Юра Серебрянников
- Настя Сиваева (1991)
- Ваня Скворцов
- Никита Слепченков (1993)
- Ваня Соловьёв
- Маша Солодовникова
- Паша Степанов
- Федя Стуков
- Илья Сысоев (1990)
- Алёша Таланов (1991)
- Таня Батищева
- Таня Тихонова
- Кирилл Ткачук (1991)
- Влад Топалов (1985)
- Саша Третьяков
- Илья Третьяков
- Андрей Тюрин
- Сергей Щелгунов
- Татьяна Юлис
- Игорь Федорук
- Вадик Фесечко (1995)
- Алёша Фомкин (1969-1996)
- Катя Фураева
- Маша Хижняк
- Антон Храпов
- Аня Цуканова (1989)
- Вася Цыганцов (1991)
- Миша Чередниченко
- Ваня Чуваткин (1998)
- Саша Шабашов
- Ксюша Шандалова (1992)
- Олег Шибаев (1996)
- Саша Шичина (1998)
- Лена Шульпина
- Томас Шлеккер (1992)

### Âm nhạc
- Aleksandr Klevitsky
- Teodor Yefimov

## Những chi tiết thú vị
- Tiểu phẩm "Bốn mươi cậu quỷ sứ và một con ruồi xanh" (Сорок чертей и одна зеленая муха) lúc đầu được tổ làm phim Eralash quay như là một phim truyện ngắn. Nhưng kết quả thu được ngắn quá, nó trở thành một phần trong tập 46 của Eralash.
- Một vài tiểu phẩm của Eralash (ví dụ như "Người rách rưới" (Оборванец) thời Liên Xô cũ nhiều lần bị cấm trình chiếu.
- Trong tập 103 "Người lạ mặt" nhân vật chính xem trên Tivi phim "Điều kinh khủng trên phố Vyazov 4: Vua ngủ" (Кошмар на улице Вязов 4: Повелитель сна). Trong đoạn phim này, bố cục trong phòng rất giống như căn hộ của Saakhov trong phim "Người tù Cap-ca-dơ (Кавказская пленница, или Новые приключения Шурика).
- Trong chương trình "Khác biệt to lớn" (Большая разница) có phần nhại theo tiểu phẩm của Eralash với tên gọi "Massaraks" (Массаракш), trong chương trình kế tiếp, ở đó lại có cảnh bắt chước như vậy, nhưng dành cho người lớn.
- Nhại theo Eralash cũng có trong nhiều chương trình của "OSP-Studio" (ОСП-Студия) ở «Đồ vặt» (Ерундаш), và "Camedi Klab" (Камеди Клаб) ở "Erolash" (Эролаш).
- Các số của Eralash có thể nghe phát ở nhiều sóng: "Tiếu lâm FM" (Юмор FM) và "Đài phát thanh Thiếu nhi" (Детское радио).
- Trong tiểu phẩm "Chôn tiền cho anh" (năm 1991) dùng bài hát "Bài hát Vòng quay kỳ diệu" từ phim "Cuộc phiêu lưu của Buratino" (Приключения Буратино), và "Eskadron" (Эскадрон) của Oleg Gazmanov (Олег Газманов)
- Trong tập "Gác đêm" (Ночной дозор) dùng nhạc của chương trình "Chúc bé ngủ ngon!" (Спокойной ночи, малыши!).
- Trong tiểu phẩm "Cuộc chơi hết ý" (Крутая тусовка) dùng bài hát "War Ensemble" của ban nhạc Slayer, Hoa Kỳ.
- Ở Nga thường xuyên tổ chức kỷ niệm vào những dịp tròn năm của Eralash. Năm 1985 год đã làm bộ phim ca nhạc "Eralash là gì?" (Что такое Ералаш?) nhân kỷ niệm 10 năm Eralash. Năm 1995 tổ chức Chương trình ca nhạc "Eralash 20 tuổi", năm 2000 - "Eralash 25 tuổi", năm 2005 - "Eralash 30 tuổi". Hai chương trình sau này đã được phát sóng trực tiếp trên kênh Truyền hình 1 (ORT) ОРТ của LB Nga.